# Святоюрці
«Святою́рці» — неофіційна назва провідного у національному відродженні Галичини половини 19 століття суспільно-політичного середовища антипольського напрямку, згуртованого навколо «Святоюрської гори» у Львові, де у травні 1848 була заснована Головна Руська Рада.
Об'єднавши головно консервативні кола, переважно з-поміж галицького духовенства, і декларувавши цілковиту лояльність до австрійської держави, «святоюрці» домагалися об'єднання Галичини з Буковиною та Закарпаттям і виділення цієї території в окремий коронний край імперії. Вони боролися за права руської мови у школах та в адміністрації й за піднесення освіти та прав духовенства, вбачаючи в церковній організації єдину оборону проти польського наступу.
Провідними «святоюрцями» були перемиський єпископ (пізніше львівський митрополит) Григорій Яхимович, крилошанин Михайло Куземський, митрополити Спиридон Литвинович та Йосип Сембратович.
Під впливом «святоюрців» були спершу галицькі культурно-освітні установи: Ставропігійський Інститут, Галицько-Руська Матиця і Народний Дім та пресові органи «Зоря Галицкая» і на початку «Слово». По смерті митрополита Г. Яхимовича (1863) «святоюрці» розкололися на дві групи: клерикальну (очолену Юліаном Лаврівським), яка шукала порозуміння з поляками, і москвофільську (керовану Богданом Дідицьким), яка проголосила 1866 національну єдність галицьких українців з російським народом. На противагу «святоюрцям» виник народовецький рух.